# Dijario frontera
Dijario frontera je venecuelanski regionalni dnevni list. Najviše se distribuira po Meridi i područjima južno od jezera Marakaibo.

## Direktori
- Rafael Anhel Galjegos
- Alsides Monsalve

## Spoljašnje veze
- Zvanična strana